# Euxootera fletcheri
Euxootera fletcheri är en fjärilsart som beskrevs av Emilio Berio 1976/77. Euxootera fletcheri ingår i släktet Euxootera och familjen nattflyn. Inga underarter finns listade i Catalogue of Life.